# Sólyom (Marvel Comics)
A Sólyom, valódi nevén Sam Wilson egy kitalált szereplő, szuperhős a Marvel Comics képregényeiben. A szereplőt Stan Lee és Gene Colan alkotta meg. Első megjelenése a Captain America 117. számában volt 1969 szeptemberében. A Sólyom leggyakrabban mint Amerika Kapitány partnere tűnt fel a képregények oldalain, emellett tagja volt a Bosszú Angyalai nevű szuperhőscsapatnak is.
A Sólyom volt a Marvel első afroamerikai szuperhőse a szuperképességekkel nem rendelkező második világháborús katona, Gabe Jones és az Amazing Spider-Man állandó mellékszereplője, Joe Robertson után. A Marvel Fekete Párducát nem számítva, aki nem afroamerikai, hanem az afrikai Wakandában született. A Sólyom nagyjából három évvel Luke Cage, a Marvel saját sorozatával rendelkező szuperhőse előtt bukkant fel. A Sólyom egyben az első olyan afroamerikai szuperhős is, akinek a nevében nem szerepel a „fekete” szó, ezzel megelőzve John Stewartot, az egyik hőst, aki a Zöld Lámpás nevet viselte.